# 锡生藤属
锡生藤属是防己科下的一个属，为攀援状灌木植物。该属共有约25种，分布于热带和亚热带地区。